# Ceoncophalus funebris
Ceoncophalus funebris – gatunek pluskwiaków różnoskrzydłych z rodziny zajadkowatych. Jedyny znany gatunek monotypowego rodzaju Ceoncophalus.

## Opis rodzaju
Podobny do rodzaju Oncocephalus. Tylne kąty segmentów na połączeniach uzbrojone w wyrostki. Przód stóp z trzema kolcami.

## Opis gatunku
Ciało dwubarwne, brązowo-żółte, długości 21-25 mm. Wyrostki międzyczułkowe duże. Tarczka duża, granulowana. Półpokrywy sięgają do końca odwłoku. Krętarze w części przedniej z kilkoma małymi, stożkowatymi guzkami i jednym dużym. Odwłok gęsto granulowany.

## Występowanie
Gatunek ten jest endemitem Madagaskaru. Znany z kilku stanowisk w rejonie Maroantsetry.